# Troy (Ohio)
Troy é uma cidade localizada no estado norte-americano de Ohio, no Condado de Miami.

## Demografia
Segundo o censo norte-americano de 2000, a sua população era de 21.999 habitantes.
Em 2006, foi estimada uma população de 22.331, um aumento de 332 (1.5%).

## Geografia
De acordo com o United States Census Bureau tem uma área de
25,3 km², dos quais 25,1 km² cobertos por terra e 0,2 km² cobertos por água. Troy localiza-se a aproximadamente 277 m acima do nível do mar.

## Localidades na vizinhança
O diagrama seguinte representa as localidades num raio de 12 km ao redor de Troy.